# 裂叶兔耳草
裂叶兔耳草（学名：Lagotis pharica）为玄参科兔耳草属下的一个种。

## 扩展阅读
- 維基物種上的相關：裂叶兔耳草